# Work Hard, Play Hard
Work Hard, Play Hard è un singolo del rapper statunitense Wiz Khalifa, il primo estratto dall'album O.N.I.F.C. e pubblicato il 23 aprile 2012.
Il brano è stato prodotto dal team Stargate e da Benny Blanco.

## Video musicale
Il videoclip è stato diretto da Bill Paladino ed è stato distribuito il 23 maggio 2012. È stato filmato a Pittsburgh in diversi luoghi: una sala da ballo, la periferia della città, in un bar e in un campo da calcio. È presente una ballerina interpretata da Katie Schurman e un operaio e un calciatore interpretati dallo stesso attore. Sono numerosi i cameo dei membri della Taylor Gang.

## Tracce
1. Work Hard, Play Hard – 3:40

## Classifiche
| Classifica (2011)         | Posizione massima |
| ------------------------- | ----------------- |
| Stati Uniti               | 17                |
| Stati Uniti (R&B/hip-hop) | 17                |
| Stati Uniti (rap)         | 8                 |